# Domenico Menorello
Domenico Menorello (Padova, 28 luglio 1967) è un politico italiano.

## Biografia
Padovano, sposato con tre figli, dottore di ricerca dell'Università degli Studi di Padova in filosofia del diritto, è avvocato abilitato alle Magistrature superiori, esperto in diritto amministrativo.

### Attività politica
Coordinatore della prima Forza Italia, vicesindaco e in seguito consigliere del comune di Padova.
È stato consigliere della Provincia di Padova dal 2009 al 2014 e, nello stesso periodo, vicepresidente vicario di Veneto Strade.
Per due volte viene candidato alla Camera, nella circoscrizione Veneto 1 (alle elezioni politiche del 2006 e del 2008), rispettivamente con Forza Italia e poi con Il Popolo della Libertà, senza però venire eletto.
Alle successive elezioni del 2013 si presenta nuovamente con la neonata Scelta Civica, sempre nella medesima circoscrizione, risultando il primo dei non eletti. Il 29 settembre 2016, in seguito alle dimissioni di Ilaria Capua dalla carica di parlamentare, le subentra quindi come deputato della XVII legislatura, iscrivendosi al gruppo parlamentare Civici e Innovatori, nel quale diventa il punto di riferimento di Energie per l'Italia in Parlamento.
Nel 2014 presenta una lista dei Popolari per l'Italia per le comunali di Padova, riportante il suo nome, a sostegno di Maurizio Saia che ottiene 1079 voti, pari all'1%. L'anno successivo si candida all'interno della Lista Tosi in vista delle consultazioni per il rinnovo del consiglio regionale del Veneto, guadagnando 1238 preferenze e risultando secondo dei non eletti. 
Alle elezioni politiche del 2018 è ricandidato alla Camera nel collegio uninominale di Ostia-Fiumicino sostenuto dalla coalizione di centro-destra (in quota Energie per l'Italia), ma viene battuto dal candidato del Movimento 5 Stelle, Emilio Carelli, risultando così non eletto.
Al 2019 è membro della segreteria di Energie per l'Italia e coordinatore regionale del Veneto.
Attualmente è coordinatore dell’osservatorio parlamentare Vera Lex.